# 凤尾竹
凤尾竹（ cv. Fernleaf），又名观音竹，是孝顺竹的一种培育园艺变种，是簕竹属的一种观赏品种，植株丛生，高2-3米，茎的直径约为5-10毫米，常绿，每节有多数枝条，枝条节上有小枝，每个小枝上生有十数枚叶，叶片小，枝条顶端呈弓形弯曲，如同鸟的长尾羽，具有观赏性。在中国的长江以南各地，日本、印度都有栽培。